# Колонија дел Сол (Лос Кабос)
Колонија дел Сол (шп. Colonia del Sol) насеље је у Мексику у савезној држави Јужна Доња Калифорнија у општини Лос Кабос. Насеље се налази на надморској висини од 64 м.

## Становништво
Према подацима из 2010. године у насељу је живело 48032 становника.

### Хронологија
| Година       | 2000                | 2005                  | 2010                  |
| ------------ | ------------------- | --------------------- | --------------------- |
| Становништво | 10159 (5359 / 4800) | 27057 (14105 / 12952) | 48032 (24843 / 23189) |

### Попис
| \| \| м \| \| \| ж \| \| 0—2 \| 1.979 \| \| \| 1.933 \| \| 3—5 \| 1.762 \| \| \| 1.771 \| \| 6—11 \| 3.304 \| \| \| 3.205 \| \| 12—14 \| 1.408 \| \| \| 1.272 \| \| 15—17 \| 1.248 \| \| \| 1.375 \| \| 18—24 \| 3.744 \| \| \| 3.544 \| \| 60+ \| 535 \| \| \| 486 \| \| Просек : \| 25,9 \| \| \| 25,1 \| |       |  |  |       |
| |       |  |  |       |
| | м     |  |  | ж     |
| 0—2 | 1.979 |  |  | 1.933 |
| 3—5 | 1.762 |  |  | 1.771 |
| 6—11 | 3.304 |  |  | 3.205 |
| 12—14 | 1.408 |  |  | 1.272 |
| 15—17 | 1.248 |  |  | 1.375 |
| 18—24 | 3.744 |  |  | 3.544 |
| 60+ | 535   |  |  | 486   |
| Просек : | 25,9  |  |  | 25,1  |

| #   | Индикатор                                                                                        | Вредност |
| --- | ------------------------------------------------------------------------------------------------ | -------- |
| 1   | Становништво од 0 до 2 године                                                                    | 3912     |
| 2   | Мушко становништво од 0 до 2 године                                                              | 1979     |
| 3   | Женско становништво од 0 до 2 године                                                             | 1933     |
| 4   | Становништво са 3 и више година                                                                  | 43386    |
| 5   | Мушко становништво са 3 и више година                                                            | 22494    |
| 6   | Женско становништво са 3 и више година                                                           | 20892    |
| 7   | Становништво са 5 и више година                                                                  | 40962    |
| 8   | Мушко становништво са 5 и више година                                                            | 21306    |
| 9   | Женско становништво са 5 и више година                                                           | 19656    |
| 10  | Становништво са 12 и више година                                                                 | 33344    |
| 11  | Мушко становништво са 12 и више година                                                           | 17428    |
| 12  | Женско становништво са 12 и више година                                                          | 15916    |
| 13  | Становништво са 15 и више година                                                                 | 30664    |
| 14  | Мушко становништво са 15 и више година                                                           | 16020    |
| 15  | Женско становништво са 15 и више година                                                          | 14644    |
| 16  | Становништво са 18 и више година                                                                 | 28041    |
| 17  | Мушко становништво са 18 и више година                                                           | 14772    |
| 18  | Женско становништво са 18 и више година                                                          | 13269    |
| 19  | Становништво од 3 до 5 година                                                                    | 3533     |
| 20  | Мушко становништво од 3 до 5 година                                                              | 1762     |
| 21  | Женско становништво од 3 до 5 година                                                             | 1771     |
| 22  | Становништво од 6 до 11 година                                                                   | 6509     |
| 23  | Мушко становништво од 6 до 11 година                                                             | 3304     |
| 24  | Женско становништво од 6 до 11 година                                                            | 3205     |
| 25  | Становништво од 8 до 14 година                                                                   | 6930     |
| 26  | Мушко становништво од 8 до 14 година                                                             | 3572     |
| 27  | Женско становништво од 8 до 14 година                                                            | 3358     |
| 28  | Становништво од 12 до 14 година                                                                  | 2680     |
| 29  | Мушко становништво од 12 до 14 година                                                            | 1408     |
| 30  | Женско становништво од 12 до 14 година                                                           | 1272     |
| 31  | Становништво од 15 до 17 година                                                                  | 2623     |
| 32  | Мушко становништво од 15 до 17 година                                                            | 1248     |
| 33  | Женско становништво од 15 до 17 година                                                           | 1375     |
| 34  | Становништво од 18 до 24 године                                                                  | 7288     |
| 35  | Мушко становништво од 18 до 24 године                                                            | 3744     |
| 36  | Женско становништво од 18 до 24 године                                                           | 3544     |
| 37  | Женско становништво од 15 до 49 година                                                           | 13261    |
| 38  | Становништво са 60 и више година                                                                 | 1021     |
| 39  | Мушко становништво са 60 и више година                                                           | 535      |
| 40  | Женско становништво са 60 и више година                                                          | 486      |
| 41  | Однос између мушкараца и жена                                                                    | 107.13   |
| 42  | Становништво од нуле до 14 година                                                                | 16634    |
| 43  | Становништво од 15 до 64 године                                                                  | 30124    |
| 44  | Становништво од 65 година и више                                                                 | 540      |
| 45  | Просечан број деце                                                                               | 2.08     |
| 46  | Становништво рођено у ентитету                                                                   | 14816    |
| 47  | Мушко становништво рођено у ентитету                                                             | 7510     |
| 48  | Женско становништво рођено у ентитету                                                            | 7306     |
| 49  | Становништво рођено у другом ентитету                                                            | 32240    |
| 50  | Мушко становништво рођено у другом ентитету                                                      | 16819    |
| 51  | Женско становништво рођено у другом ентитету                                                     | 15421    |
| 52  | Становништво од 5 година и више резидентно у ентитету у јуну 2005. године                        | 28453    |
| 53  | Мушко становништво старосног доба од 5 година и више, резидентно у ентитету у јуну 2005. године  | 14865    |
| 54  | Женско становништво старосног доба од 5 и више година, резидентно у ентитету у јуну 2005. године | 13588    |
| 55  | Становништво од 5 година и више које је живело у другом ентитету у јуну 2005. године             | 11809    |
| 56  | Мушко становништво старије од 5 година које је живело у другом ентитету у јуну 2005. године      | 5963     |
| 57  | Женско становништво старије од 5 година које је живело у другом ентитету у јуну 2005. године     | 5846     |
| 58  | Становништво од 3 године и више које говори аутохтони језик                                      | 1579     |
| 59  | Мушко становништво старо 3 године и више које говори аутохтони језик                             | 849      |
| 60  | Женско становништво старо 3 године и више које говори аутохтони језик                            | 730      |
| 61  | Становништво од 3 године и више које говори аутохтони језик и не говори шпански језик            | 5        |
| 62  | Мушко становништво старо 3 године и више које говори аутохтони језик и не говори шпански         | 5        |
| 63  | Женско становништво старо 3 године и више које говори аутохтони језик и не говори шпански језик  | 0        |
| 64  | Становништво старо 3 године и више које говори аутохтони језик и шпански                         | 1478     |
| 65  | Мушко становништво старо 3 године и више које говори аутохтони језик и шпански                   | 792      |
| 66  | Женско становништво старо 3 године и више које говори аутохтони језик и шпански                  | 686      |
| 67  | Становништво од 5 година и више које говори аутохтони језик                                      | 1555     |
| 68  | Становништво од 5 година и више које говори аутохтони језик и не говори шпански језик            | 3        |
| 69  | Становништво од 5 година и више које говори аутохтони језик и говори шпански језик               | 1459     |
| 70  | Становништво у домородачким домаћинствима                                                        | 3512     |
| 71  | Становништво са ограничењима у активностима                                                      | 1608     |
| 72  | Становништво са ограниченим ходањем или кретањем, горе или доле                                  | 650      |
| 73  | Становници са ограничењима вида, чак и уз кориштење сочива                                       | 716      |
| 74  | Становништво са ограничењима говора, комуникације или конверзације                               | 163      |
| 75  | Становништво са ограниченим слухом                                                               | 112      |
| 76  | Становништво са ограничењима при одевању, купању или јелу                                        | 68       |
| 77  | Становништво са ограничењима у опажању или учењу једноставних ствари                             | 110      |
| 78  | Становништво са менталним ограничењима                                                           | 87       |
| 79  | Становништво без ограничења активности                                                           | 45371    |
| 80  | Становништво од 3 до 5 година које не похађа школу                                               | 2199     |
| 81  | Мушко становништво од 3 до 5 година које не похађа школу                                         | 1081     |
| 82  | Женско становништво од 3 до 5 година које не похађа школу                                        | 1118     |
| 83  | Становништво од 6 до 11 година које не похађа школу                                              | 226      |
| 84  | Мушко становништво од 6 до 11 година које не похађа школу                                        | 121      |
| 85  | Женско становништво од 6 до 11 година које не похађа школу                                       | 105      |
| 86  | Становништво од 12 до 14 година које не похађа школу                                             | 255      |
| 87  | Мушко становништво од 12 до 14 година које не похађа школу                                       | 127      |
| 88  | Женско становништво од 12 до 14 година које не похађа школу                                      | 128      |
| 89  | Становништво од 15 до 17 година похађа школу                                                     | 1467     |
| 90  | Мушко становништво од 15 до 17 година похађа школу                                               | 702      |
| 91  | Женско становништво између 15 и 17 година живота у школи                                         | 765      |
| 92  | Становништво од 18 до 24 године похађа школу                                                     | 725      |
| 93  | Мушко становништво од 18 до 24 године похађа школу                                               | 359      |
| 94  | Женско становништво од 18 до 24 године похађа школу                                              | 366      |
| 95  | Становништво од 8 до 14 година које не може да чита и пише                                       | 267      |
| 96  | Мушко становништво старосног доба од 8 до 14 година које не може да чита и пише                  | 153      |
| 97  | Женско становништво старосног доби од 8 до 14 година које не може да чита и пише                 | 114      |
| 98  | Становништво од 15 година и више које је неписмено                                               | 1425     |
| 99  | Мушко становништво од 15 година и више које је неписмено                                         | 629      |
| 100 | Женско становништво од 15 година и више које је неписмено                                        | 796      |
| 101 | Становништво старо 15 и више година без школовања                                                | 1721     |
| 102 | Мушко становништво старо 15 и више година без школовања                                          | 808      |
| 103 | Женско становништво старо 15 и више година без школовања                                         | 913      |
| 104 | Становништво старосног доба 15 и више година са непотпуним основним образовањем                  | 3887     |
| 105 | Мушко становништво старосног доба од 15 година и више са непотпуном основним образовањем         | 2079     |
| 106 | Женско становништво старосног доба 15 и више година са непотпуном основним образовањем           | 1808     |
| 107 | Становништво старо 15 и више година са комплетним основним образовањем                           | 6262     |
| 108 | Мушко становништво старо 15 година и више са комплетним основним образовањем                     | 3277     |
| 109 | Женско становништво старо 15 и више година са комплетним основним образовањем                    | 2985     |
| 110 | Становништво старосног доба 15 и више година са непотпуним средњим образовањем                   | 2681     |
| 111 | Мушко становништво старосног доба од 15 година и више са непотпуним средњим образовањем          | 1469     |
| 112 | Женско становништво старосног доба од 15 година и више са непотпуним средњим образовањем         | 1212     |
| 113 | Становништво старо 15 и више година са пуним секундарном образовањем                             | 8539     |
| 114 | Мушко становништво старосног доба од 15 година и више са пуним секундарном образовањем           | 4526     |
| 115 | Женско становништво старосног доба од 15 година и више са пуним секундарном образовањем          | 4013     |
| 116 | Становништво старије од 18 година са постосновним образовањем                                    | 6759     |
| 117 | Мушко становништво старије од 18 година са постосновним образовањем                              | 3516     |
| 118 | Женско становништво старије од 18 година са постосновним образовањем                             | 3243     |
| 119 | Просечна оцена школовања                                                                         | 7.78     |
| 120 | Просечан ниво образовања мушке популације                                                        | 7.79     |
| 121 | Просечан ниво образовања женског становништва                                                    | 7.77     |
| 122 | Економски активно становништво                                                                   | 21108    |
| 123 | Економски активна мушка популација                                                               | 14246    |
| 124 | Економски активна женска популација                                                              | 6862     |
| 125 | Становништво које није економски активно                                                         | 12134    |
| 126 | Мушко становништво које није економски активно                                                   | 3126     |
| 127 | Женско становништво које није економски активно                                                  | 9008     |
| 128 | Запослено становништво                                                                           | 19066    |
| 129 | Запослено мушко становништво                                                                     | 12531    |
| 130 | Запослено женско становништво                                                                    | 6535     |
| 131 | Незапослена популација                                                                           | 2042     |
| 132 | Незапослена мушка популација                                                                     | 1715     |
| 133 | Незапослена женска популација                                                                    | 327      |
| 134 | Становништво без права на здравствене услуге                                                     | 15050    |
| 135 | Становништво које има право на здравствене услуге                                                | 32185    |
| 136 | Становништво које има право на ИМСС                                                              | 20585    |
| 137 | Становништво које има право на социјално осигурање                                               | 979      |
| 138 | Становништво које има право на државно социјално осигурање                                       | 77       |
| 139 | Становништво које има право на опште осигурање или здравствено осигурање за нову генерацију      | 9699     |
| 140 | Становништво које је било једном или није било у браку током 12 година и више                    | 10285    |
| 141 | Венчано или уједињено становништво од 12 година и више                                           | 20133    |
| 142 | Становништво које је било у браку или уједињено 12 година и више                                 | 2864     |
| 143 | Становништво са католичком религијом                                                             | 35481    |
| 144 | Протестанти, еванђелисти и библијски следбеници различити од еванђелиста                         | 6888     |
| 145 | Становништво са другим религијама различитим од претходних                                       | 12       |
| 146 | Становништво без религије                                                                        | 4361     |
| 147 | Укупно пописаних домаћинства                                                                     | 12654    |
| 148 | Пописна домаћинства на челу са мушкарцима                                                        | 9570     |
| 149 | Пописна домаћинства на челу са женама                                                            | 3084     |
| 150 | Становништво у пописним домаћинствима                                                            | 47306    |
| 151 | Становништво у пописним домаћинствима на челу са мушкарцима                                      | 35829    |
| 152 | Становништво у пописним домаћинствима на челу са женама                                          | 11477    |
| 153 | Укупно домаћинстава                                                                              | 16037    |
| 154 | Укупно насељених домаћинстава                                                                    | 12898    |
| 155 | Укупно приватних кућа                                                                            | 15793    |
| 156 | Насељени приватни домови                                                                         | 12654    |
| 157 | Укупно насељених приватних кућа                                                                  | 12894    |
| 158 | Ненасељене приватне куће                                                                         | 2515     |
| 159 | Појединачна домаћинства за привремену употребу                                                   | 624      |
| 160 | Становници у насељеним приватним кућама                                                          | 47306    |
| 161 | Насељеност станара у приватним становима                                                         | 3.74     |
| 162 | Просечно становника по соби у приватним насељеним домаћинствима                                  | 1.78     |
| 163 | Појединачна домаћинства са подовима од различитих материјала од земље                            | 9746     |
| 164 | Појединачна домаћинства у приземљу                                                               | 2819     |
| 165 | Појединачна домаћинства са једном спаваћом собом                                                 | 8015     |
| 166 | Појединачна домаћинства са две спаваће собе и више                                               | 4564     |
| 167 | Појединачна домаћинства са једним собом                                                          | 5144     |
| 168 | Појединачна домаћинства са две собе                                                              | 3457     |
| 169 | Појединачна домаћинства са 3 собе и више                                                         | 3971     |
| 170 | Појединачна домаћинства која имају електрично светло                                             | 11687    |
| 171 | Појединачна домаћинства која немају електрично светло                                            | 893      |
| 172 | Појединачна домаћинства која имају водоводну воду у стамбеном простору                           | 5721     |
| 173 | Појединачна домаћинства која немају водоводну воду у стамбеном простору                          | 6854     |
| 174 | Појединачна домаћинства која имају тоалет                                                        | 12092    |
| 175 | Појединачна домаћинства која имају канализацију                                                  | 12017    |
| 176 | Појединачна домаћинства која немају канализацију                                                 | 495      |
| 177 | Појединачна домаћинства која имају електрично светло, довод воде из јавне мреже и канализацију   | 5604     |
| 178 | Појединачна домаћинства без икаквих услова                                                       | 296      |
| 179 | Појединачна домаћинства која имају радио                                                         | 7032     |
| 180 | Појединачна домаћинства која имају телевизор                                                     | 11413    |
| 181 | Појединачна домаћинства која имају фрижидер                                                      | 9455     |
| 182 | Појединачна домаћинства која имају машину за веш                                                 | 5265     |
| 183 | Појединачна домаћинства која имају аутомобил или комби                                           | 5400     |
| 184 | Појединачна домаћинства која имају рачунар                                                       | 1961     |
| 185 | Појединачна домаћинства која имају фиксну телефонску линију                                      | 1683     |
| 186 | Појединачна домаћинства која имају мобилни телефон                                               | 10660    |
| 187 | Појединачна домаћинства која имају приступ интернету                                             | 1377     |
| 188 | Величина локације                                                                                | 9        |